# 梁懷玉
梁懷玉 (1910年 - 1964年8月11日)，籍貫：廣東省開平縣，模仿薛覺先的粵劇文武生。1950年由海南島遷居臺灣省。領導「精忠粵劇團」、「中興劇團」巡迴臺灣省各地演出，並兼任「臺灣省粵劇研究社」副總幹事、「凱旋音樂社」社長。梁懷玉在1964年8月11日(星期二)因肝病在臺北市石牌榮民醫院病逝，享齡54歲，1964年8月18日(星期二)在臺北市極樂殯儀館大殮，遺下三子四女，除長女香港粵劇艷旦梁翠芬(服務「寶鼎」及「聲寶」等粵劇團)及其妻子芬姨外，全部居住在臺灣省 。香港八和會館在「新金山茶樓」臨時開會，通過在1964年8月16日(星期日) 下午4時在九龍殯儀館舉行聯合「頭七」追悼梁懷玉，由當時的主席「武狀元」陳錦棠上第一枝香。
- 梁懷玉曾參演美國粵語片《華僑之光》(1940年3月3日香港首映)，此片曾一連六天在美國「大中華戲院」公映，打破了中文片在美國公映的票房紀錄。

## 外部連結
- 香港電影資料館：梁懷玉參演電影的記錄[永久]